# General Jesús Agustín Castro
General Jesús Agustín Castro es una localidad del estado mexicano de Durango. Es parte del municipio de Peñón Blanco.

## Toponimia
El nombre de la localidad rinde homenaje a Jesús Agustín Castro, militar oriundo del estado de Durango y partícipe de la Revolución mexicana en favor del bando constitucionalista.

## Demografía
| Gráfica de evolución demográfica |
|                                  |

| Censo | Población |
| ----- | --------- |
| 1930  | 1 768     |
| 1940  | 2 345     |
| 1950  | 2 700     |
| 1960  | 2 901     |
| 1970  | 2 726     |
| 1980  | 2 171     |
| 1990  | 1 885     |
| 2000  | 1 833     |
| 2010  | 1 907     |
| 2020  | 1 789     |